# Nationaltheater Sarajevo

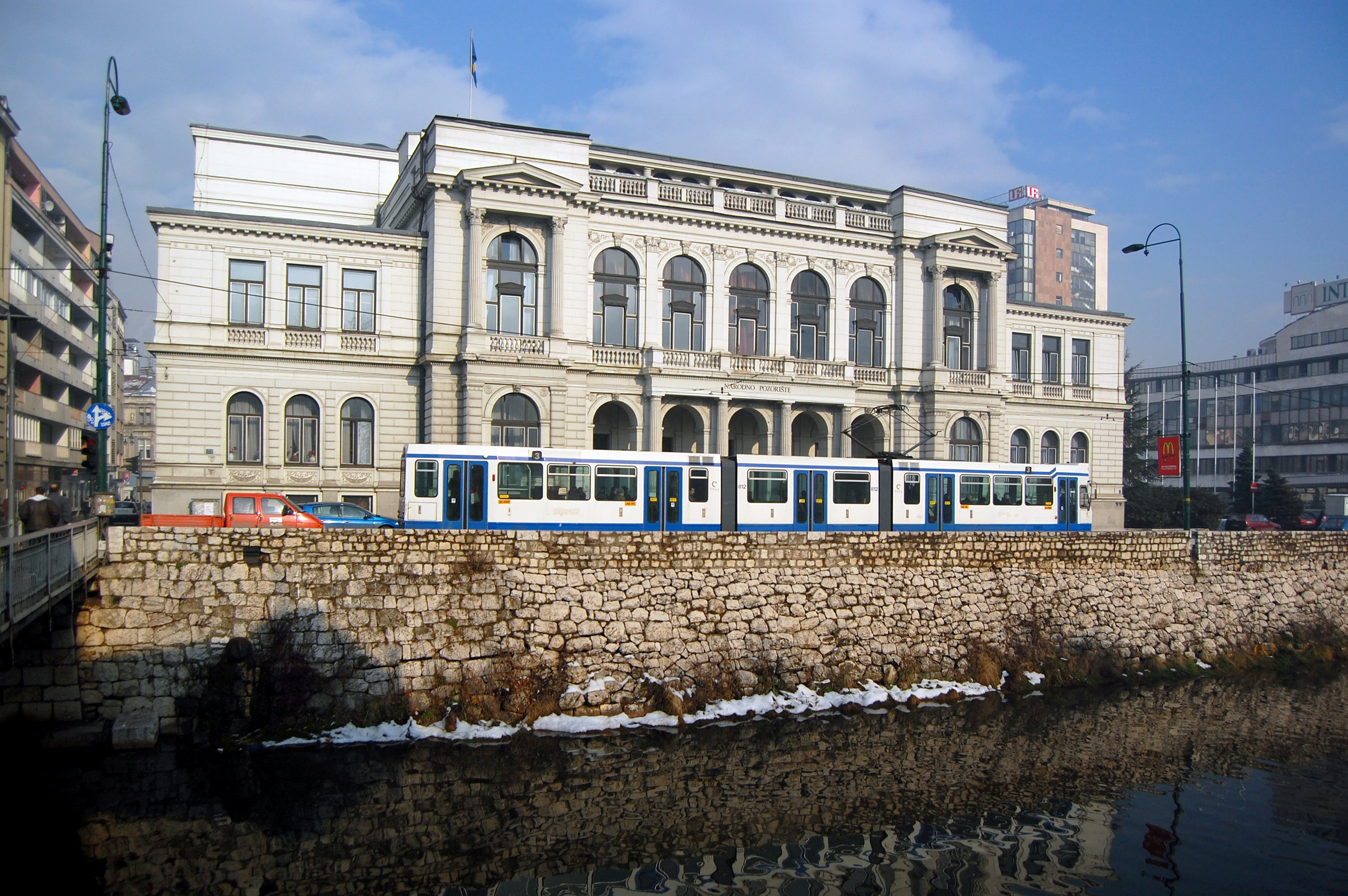
Nationaltheater Sarajevo Südseite

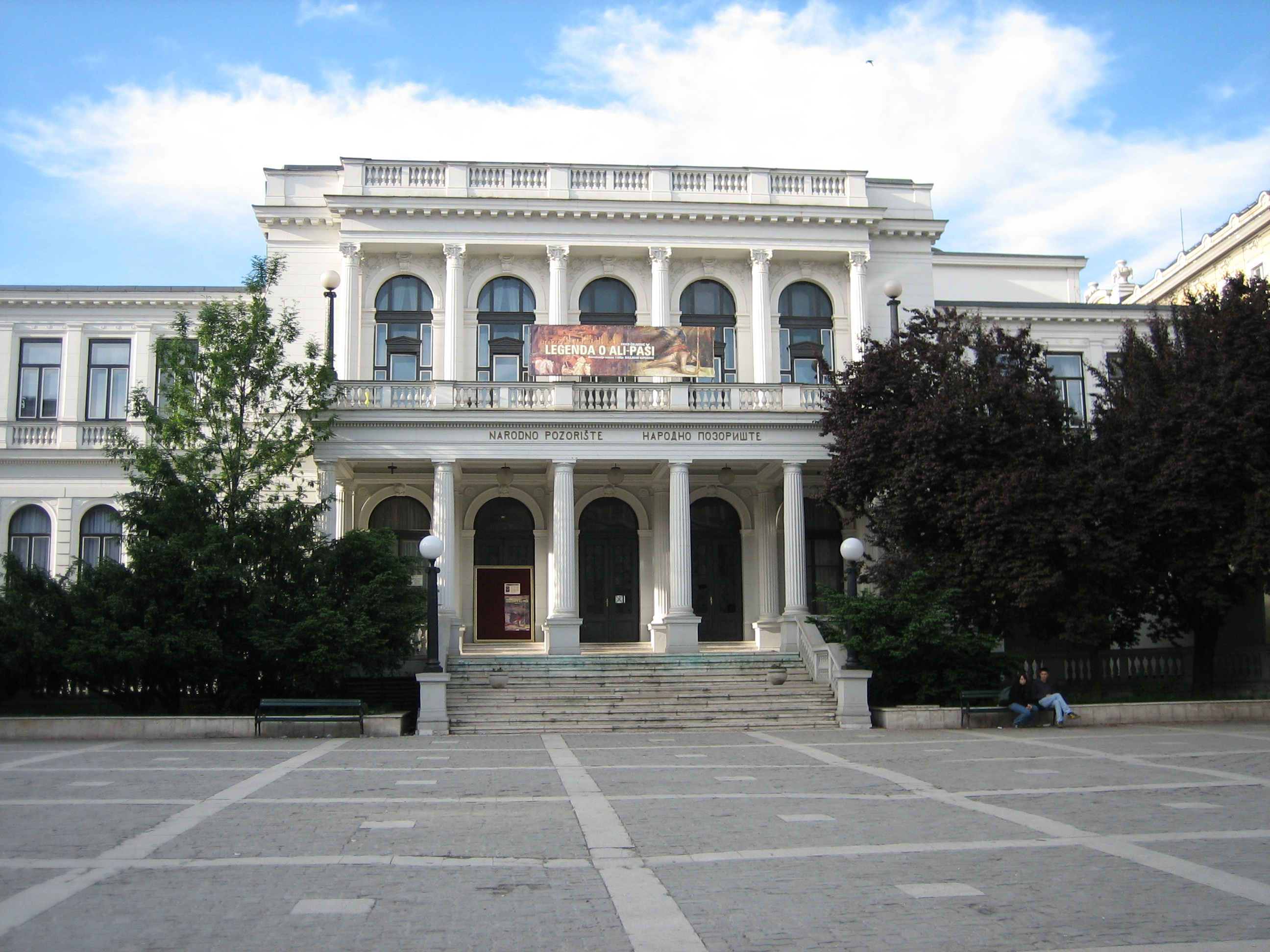
Nationaltheater Sarajevo Nordseite

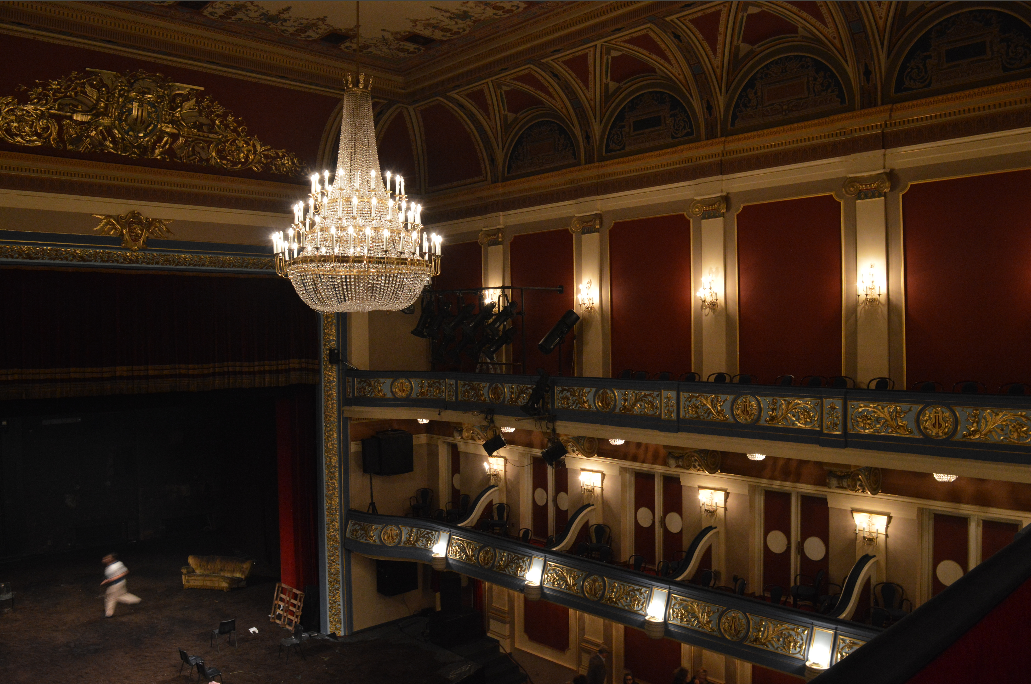
Nationaltheater Sarajevo

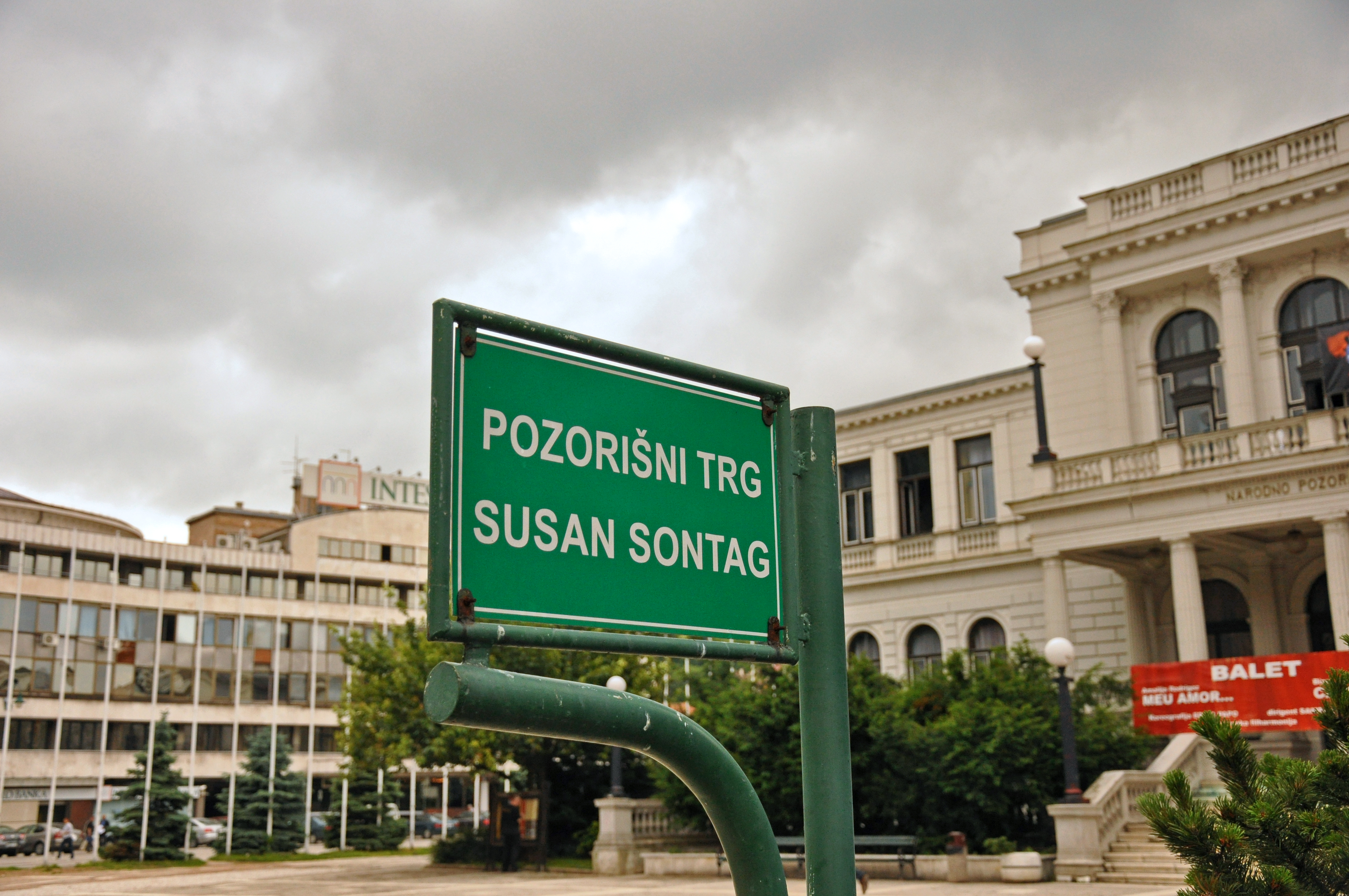
Theaterplatz Susan Sontag

Das Nationaltheater Sarajevo (bosnisch Narodno pozorište Sarajevo, seltener kroatisch Narodno kazalište u Sarajevu) ist ein Theaterbau in der Hauptstadt von Bosnien und Herzegowina. Am 12. September 2007 wurde das Gebäude zum nationalen Denkmal erhoben.

## Lage
Das Nationaltheater befindet sich an dem nach Susan Sontag benannten Theaterplatz (bosnisch Pozorišni trg – Susan Sontag) und ist von den Straßen Branilaca Sarajeva (im Norden), Obala Kulina bana (im Süden) und Kulovića (im Westen) umgeben. Nach Osten hin befindet sich ein größerer Parkplatz sowie eine der Rosen von Sarajevo.

## Geschichte
Mit der Okkupation von Bosnien und Herzegowina durch Österreich-Ungarn im Jahr 1878 wurde das bis dahin nur spärlich vorhandene Theaterwesen des Landes europäisiert. Aufführungen gab es anfangs im Hotel „Austria“ und im Offizierskasino. Im Jahr 1881 wurde ein erstes „Stadttheater“ (bosnisch Gradsko Pozorište) in Sarajevo erbaut. Es befand sich an der Ferhadija und stammte vom Architekten Hans Niemeczek. Ein erstes Nationaltheater entstand 1898 in Tuzla, musste aber nach einem Jahr schließen. Kurzlebige Versuche dieser Art gab es zudem in Sarajevo und Mostar.
Etwa zeitgleich entstand in den Jahren 1897 und 1898 am Ufer der Miljacka in Sarajevo ein sogenanntes „Sozialzentrum“ nach den Plänen des tschechischen Architekten Karel Pařík, dessen Bauten das heutige Aussehen der općina Sarajevo-Centar wesentlich mitprägten. Es diente zunächst dem „Herrenklub“ – vergleichbar dem englischen Gentlemen’s Club – sowie dem „Technischen Klub“ als Residenz, war also in erster Linie ein Vereinshaus. Zu den weiteren Vereinen, die es im Laufe der Jahre nutzten, zählten zwei Gesangsvereine, ein Kriegsveteranenverein (bosnisch Vojno veteransko društvo baruna Apela) oder auch ein tschechischer Verein (bosnisch Češka Beseda). Im Haus fanden in dieser Zeit unter anderem Offiziersbälle statt.
Aufgrund der Ausmaße des Gebäudes diente es aber auch häufiger Theateraufführungen, erstmals bereits bei der offiziellen Eröffnung am 2. Januar 1899 mit Franz Grillparzers Medea. Diese Aufführungen wurden ausschließlich durch reisende Theatertruppen bestritten. Das Gebäude blieb daher bis zum Ersten Weltkrieg primär Vereinshaus mit Saaltheater. Erst im Königreich der Kroaten, Serben und Slowenen kam es zur Gründung eines festen Ensembles sowie zur Umwandlung in ein Nationaltheater, die am 17. November 1919 erfolgte. Nach einer Umbauphase, bei der erneut Pařík federführend war, eröffnete es im Oktober 1921. Auch Josip Vancaš, der andere bedeutende Architekt dieser Zeit in Sarajevo, war anfangs in die Planungen involviert. Innerhalb der Hierarchie des Königreichs gehörte das Theater zu den Regionaltheatern (zusammen mit dem Nationaltheatern in Skopje & Novi Sad), was in der Struktur des Staates begründet lag. In den folgenden Jahren blieb es zunächst ein reines Schauspielhaus. Die Oper nahm erst im November 1942 hier ihren Betrieb auf. Die erste Opernaufführung fand am 9. November 1946 statt.
Bogdan Stojkov, der in der Nachkriegszeit auch mit dem Bahnhof Sarajevo betraut war, baute das Gebäude in den späten 1940er Jahren aus. Im Jahr 1949 erhielt das Nationaltheater ein eigenes Ballett, das seine Premiere zu Titos Geburtstag am 25. Mai 1950 feierte. Mehr als 1300 Premieren zählte das Theater allein von seiner Gründung bis zum Jahr 1996, also in den 75 ersten Jahren. Weitere Nationaltheater von Bosnien und Herzegowina entstanden in Banja Luka 1930, Tuzla 1949, Mostar 1949 und Zenica 1950, so dass die zentrale Bedeutung seitdem etwas abnahm. Kleinere Umbauten fanden 1951/1952 und in den 1970er Jahren statt, etwas größere unter Nedeljko Kosić im Jahr 1980. Wann die ursprünglich am Dachgesims vorhandenen Figuren entfernt wurden, ist nicht bekannt.
Großes Aufsehen erregte Susan Sontag, als sie im Bosnienkrieg während eines Besuches bei ihrem Sohn David Rieff gebeten wurde, eine Theateraufführung zu organisieren, um so Schauspielern eine Aufgabe und den Menschen in der belagerten Stadt ein Stück Normalität zu geben, wofür zuvor zudem das unweit befindliche Sarajevski Ratni Teatar gegründet worden war. Sontag inszenierte schließlich Warten auf Godot im August 1993. Das Nationaltheater Sarajevo war zu diesem Zeitpunkt schon seit Jahrzehnten Ausrichter des wichtigsten Theaterfestivals Jugoslawiens, das bis heute unter dem Namen „Internacionalni teatarski festival MESS“ jedes Jahr stattfindet und mittlerweile mehr als 60 Ausgaben erlebte. Es ist heute längst über die zentrale Spielstätte hinausgewachsen und findet zusätzlich nicht nur in anderen Theatern in Sarajevo, sondern auch im Bosnischen Nationaltheater in Zenica (bosnisch Bosanskog narodnog pozorišta Zenica) statt.
Weitgehend vor Granatenangriffen geschützt wurde das Umfeld während des Bosnienkrieges durch den Aufbau eines Zirkus an der Straßenseite, so dass die Schauspieler und Bühnenarbeiter es betreten konnten. Allerdings war die Gefahr bei Aufführungen durch die direkte Sichtlinie zu den Bergen dennoch groß und so traten die Schauspieler während des Bosnienkrieges v. a. in anderen Theatern sowie in den Krankenhäusern der Stadt auf. Aus Sicherheitsbedenken wurde daher auch Sontags Aufführung in das nördlich des Theaterplatzes befindliche pozorište mladih (bosnisch Theater der Jugend) verlegt, dessen Lage etwas geschützter war.
Bei einem der folgenreichsten Granatenangriffe auf die Zivilbevölkerung von Sarajevo wurden am 28. August 1995 beim zweiten Markale-Massaker über vierzig Menschen getötet. Allein fünf Granaten schlugen dabei am Theaterplatz ein, weshalb auf diesem eine der erhaltenen „Rosen von Sarajevo“ an die Toten erinnert. Zwei Tage später begann die NATO mit der Operation Deliberate Force, die zum schnellen Ende des Bosnienkrieges führte. Es kam im Laufe des Krieges auch zu mehreren direkten Artillerietreffern am Gebäude, deren Schäden aber bald nach Kriegsende in den Jahren 1996 und 1997 behoben werden konnten. Eine weitere Sanierung begann im Jahr 2005, zuvor fand 2002 eine Bausicherung statt, wobei insbesondere das Dach repariert wurde. Im Jahr 2007 fand ein Innenausbau statt. Bei der Unterschutzstellung wurden weitere Mängel aufgelistet, die behoben werden sollten.
Die Auszeichnung der Preisträger des Sarajevo Film Festivals findet alljährlich im Nationaltheater statt. Auch die Sarajevoer Philharmonie (bosnisch Sarajevska filharmonija) ist hier beheimatet.

## Baubeschreibung
Der breitgelagerte Neorenaissancebau verteilt seine 13 Achsen der Südseite symmetrisch auf je drei Achsen an den etwas niedrigen Eckbereichen. Zwei durch Überhöhung und Dreiecksgiebel betonte Achsen fassen die mittleren fünf Achsen ein. Die Nordseite, die dem Platz zugewandt ist, verzichtet auf diese Einfassung, wodurch der dortige Haupteingang mehr zur Wirkung kommt. Diesem fünfachsigen Portikus ist hier eine Vorhalle angefügt worden, zu der Treppen hinaufführen. Diese an einen Arkadengang erinnernde Lösung, bei der Säulen und die gleichhohen fünf Bögen der Fassade diesen Eindruck erwecken, findet sich auch an der Südseite, an der vier Säulen einen schmalen Balkon stützen. Hinter diesem schmalen Balkon findet sich dort ein echter Arkadengang. Die heutige Eingangsgestaltung der Nordseite ist ein Produkt des Umbaus aus der Zeit um 1920 und degradierte den ursprünglichen Haupteingang der Südseite zum Personaleingang.
Wieder anders präsentiert sich die Ostseite, an der die Ecken und der Mittelbau je durch eigene Dreiecksgiebel betont werden, wodurch die Eckbauten noch stärker als eigene Bauteile betont werden. Hier sind die Achsen so aufgeteilt, dass die Eckbauten je nur eine Fensterachse besitzen, die im Obergeschoss von je einem Relief links und rechts betont wird, wohingegen die Mittelachse und die beiden Zwischenbauten je drei Fensterachsen aufweisen. In den Mittelbau führt eine Freitreppe hinauf. An der Westseite ist dieser Mittelbau am stärksten überhöht, so dass das Theater dort einer Basilika ähnelt. Dort befinden sich zahlreiche blinde Fenster sowie eine ähnliche Verteilung der Dreiecksgiebel, Fenster und Reliefs wie an der Ostseite. Das Gebäude besteht aus einem Kellergeschoss, einem Erdgeschoss und zwei Obergeschossen. Zudem wurden Zwischengeschosse ermöglicht, das heute für Büros und Umkleidekabinen dient. Diese befanden sich anfangs im Kellergeschoss. Einige Elemente werden dem Klassizismus zugeordnet.
Diese ungewöhnliche Baugestalt wird durch zahlreiche andere Elemente wie Säulen, Reliefs, Gesimse oder auch den Wechsel von rechteckigen und runden Fenstern weiter aufgelockert. Das heutige Fassungsvermögen wird mit 432 Plätzen angegeben. Das Gebäude ist mit 50 Metern Länge und 47 Metern Breite eher rechteckig als quadratisch. Seine größeren Ausmaße wurden erst durch die Bauordnung von 1893 ermöglicht und führten zu weiteren großen Gebäuden im Umfeld. Architekturhistoriker sehen eine Verwandtschaft zur Wiener Börse, die von Paříks Lehrer Theophil von Hansen entworfen wurde. In den Details machen sie Ähnlichkeiten zum Prager Nationaltheater aus. Pařík entwarf mit dem Nationalmuseum später ein weiteres Gebäude in Sarajevo, das sich dieser Formsprache bediente.
Im Inneren finden sich im Erdgeschoss verschiedene Foyers, die heute auch für Ausstellungen genutzt werden, Garderoben, der Kassenbereich und das Hauptauditorium, welches das ehemalige Saaltheater darstellt. Dort befinden sich auch eine Galerie sowie zwölf Logen für je 4–6 Personen. Neben verschiedenen Treppenanlagen gibt es seit dem späteren 20. Jahrhundert auch einen Aufzug. In den Obergeschossen sind Proberäume, Ballettsäle, das Archiv u. v. m. untergebracht. Ursprünglich befanden sich dort Spiel- und Billardzimmer, Essens- und Empfangsräume oder auch ein Lesesaal, im Kellergeschoss eine Bowlingbahn. Durch seine Baugeschichte finden sich in dem Gebäude zahlreiche Baumaterialien von Bruchsteinen und Ziegeln über Holz und Glas bis hin zu Stahl, Eisen, Blech und Stahlbeton verbaut.

## Persönlichkeiten
Zahlreiche nationale und internationale Künstler sind mit dem Nationaltheater verbunden. Auf seinen Bühnen standen zahlreiche internationale Stars wie Luciano Pavarotti, Zubin Mehta oder Yehudi Menuhin. Der Humorist Branislav Nušić war einer der ersten Direktoren. Er war es auch, der mit der Ausbildung erster Schauspieler begann. Einer der wichtigsten jugoslawischen Schriftsteller des 20. Jahrhunderts, Mehmed Meša Selimović, war hier Direktor der Drama-Abteilung. Der Oscar-Preisträger Danis Tanović wirkt als Regisseur häufiger bei dem Sarajevo Film Festival und in dem Theater mit. Auch Bernard-Henri Lévy ist dem Theater eng verbunden. Er ließ hier sein Stück Hotel Evropa uraufführen und hielt am 100. Jahrestag des Attentats von Sarajevo eine Rede im Theaterfoyer.